# Vadkáposzta
A Brassica oleracea a Brassica nemzetségbe tartozó faj. Dél- és Nyugat-Európa tengerpart menti területein őshonos, ahol só- és kalcium-karbonát-tűrése, valamint a más növényekkel szembeni versenyképtelensége a tenger közeli mészkősziklákra kényszerítette.
A vadkáposzta (Brassica oleracea oleracea), Brassica oleracea vad alfaja, kétnyári növény, első évben levelei tőrózsát formáznak, a többi Brassica-fajnál húsosabbak és vastagabbak, a mostoha környezetben a víz és a tápanyagok tárolására módosultak. A második évben a tápanyagok felhasználásával 1–2 méter magas szárat növeszt, amin számos sárga virágot hoz.

## Származása
A fajok többsége a mérsékelt égövön, illetve a mediterrán zónában honos. A termesztett káposztafélék őse az Atlanti-óceán és a Földközi-tenger partvidékén honos vadkáposzta. Leveleit eleinte köretnek ették. A fejes káposztát az ókori görögök nemesítették ki; a ma ismert fajtákat zömmel a középkorban alakították ki.
- szorosan illeszkedő levelekből rügyszerű „fejet” fejleszt a fejes káposzta, a fodros kel, a lilás bordó levelű vörös káposzta és a gyűrött levelű kelkáposzta;
- a levélhónaljakban alakulnak ki a bimbós kel összeboruló levelű nagy rügyei;
- a karfiol és a brokkoli virágzata nagy, elhúsosodott;
- a karalábé szik fölötti szárrésze húsosan megvastagodott;
- a takarmánykáposzta (marhakáposzta, leveles káposzta, óriás káposzta) állati takarmány.

Magyarországon a 16. század óta vannak írásos feljegyzések a káposztafélékről, és a 18. századtól egyes helyeken már káposztáskertekről írtak. Jelentős árutermelésbe az 1800-as években a bolgárkertészek kezdtek. Ekkor a már ma ismert valamennyi fajtatípust termesztették, így például a fodros kelből három fajtát tartottak nyilván. Virágzatuk bugás; a felső állású magház két termőlevélből nőtt össze.

## Termesztett változatai

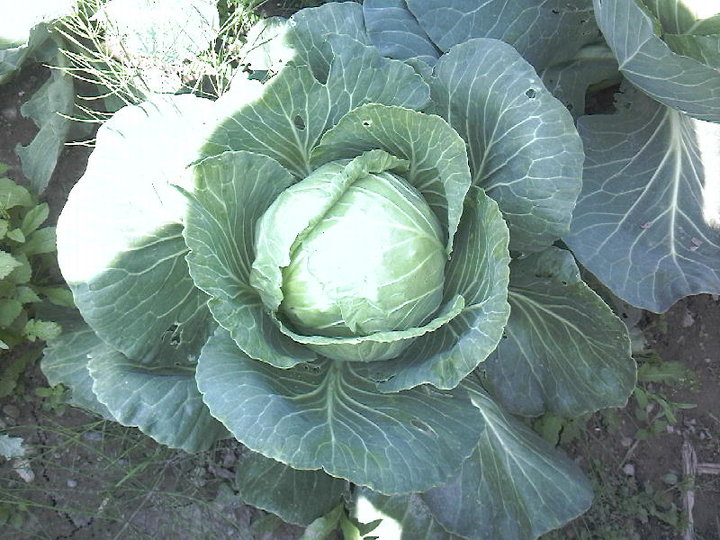
Fejes káposzta

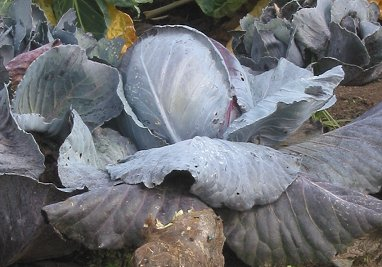
Vörös káposzta

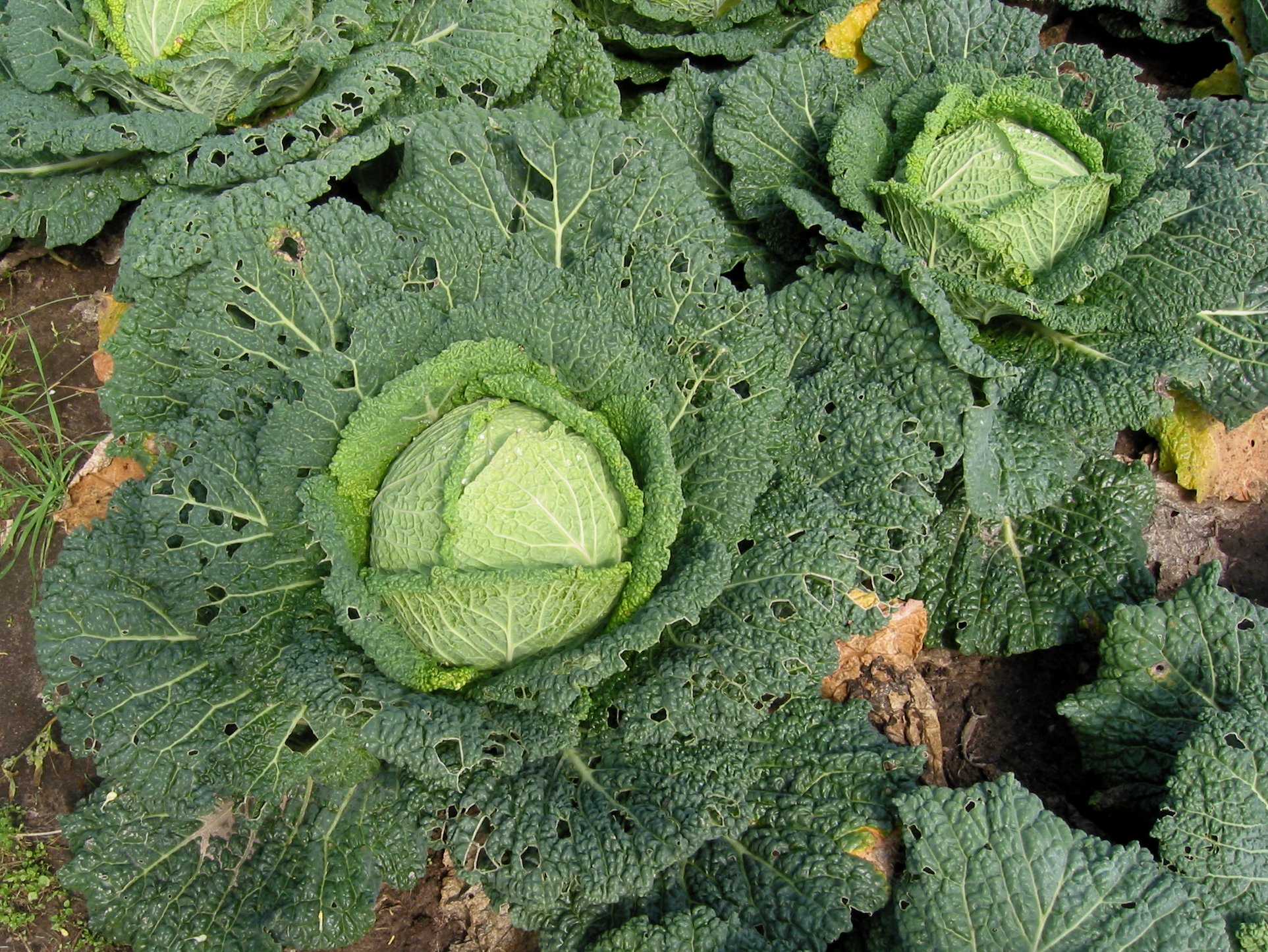
Kelkáposzta

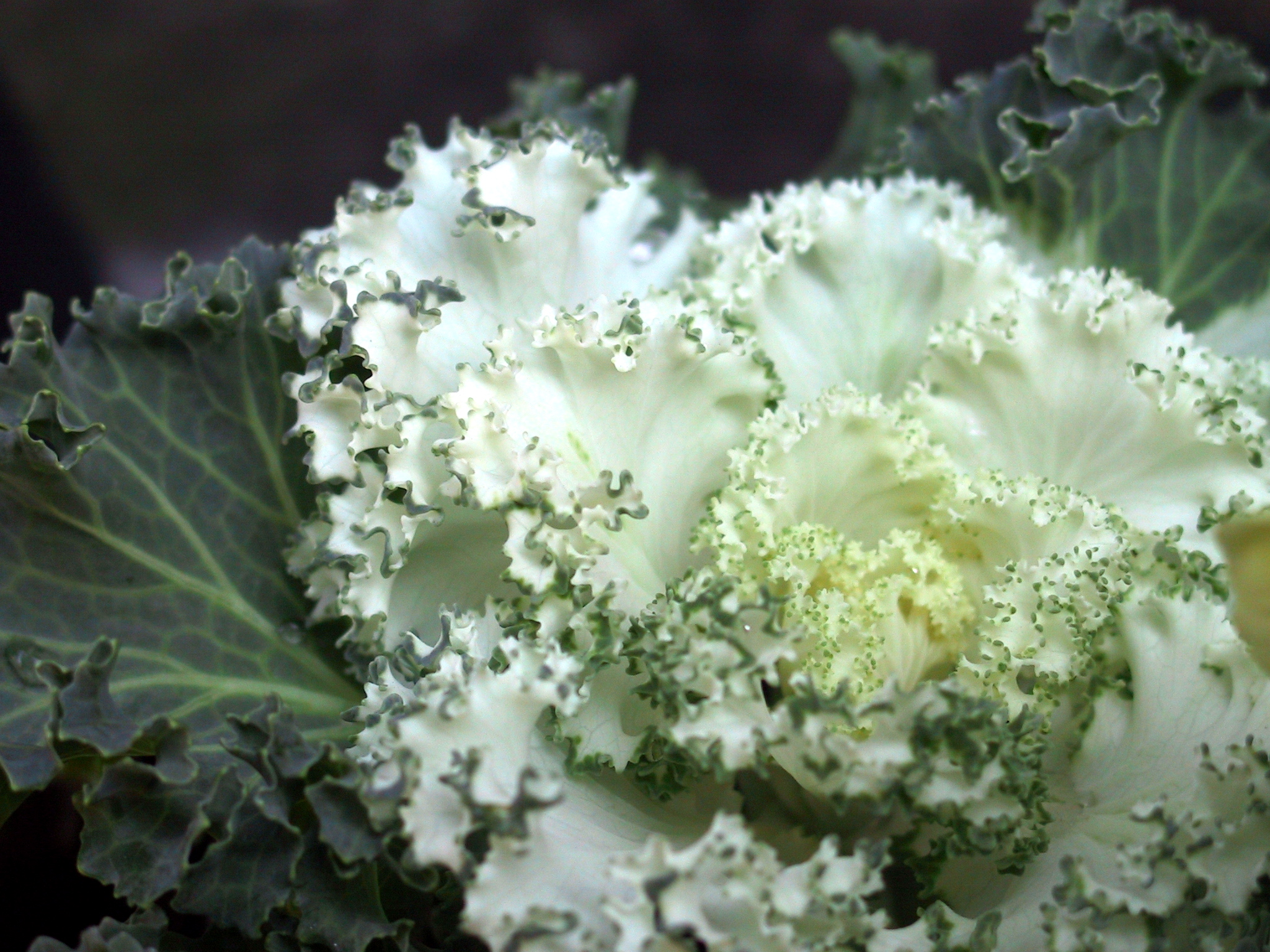
Virágzó fodros kel

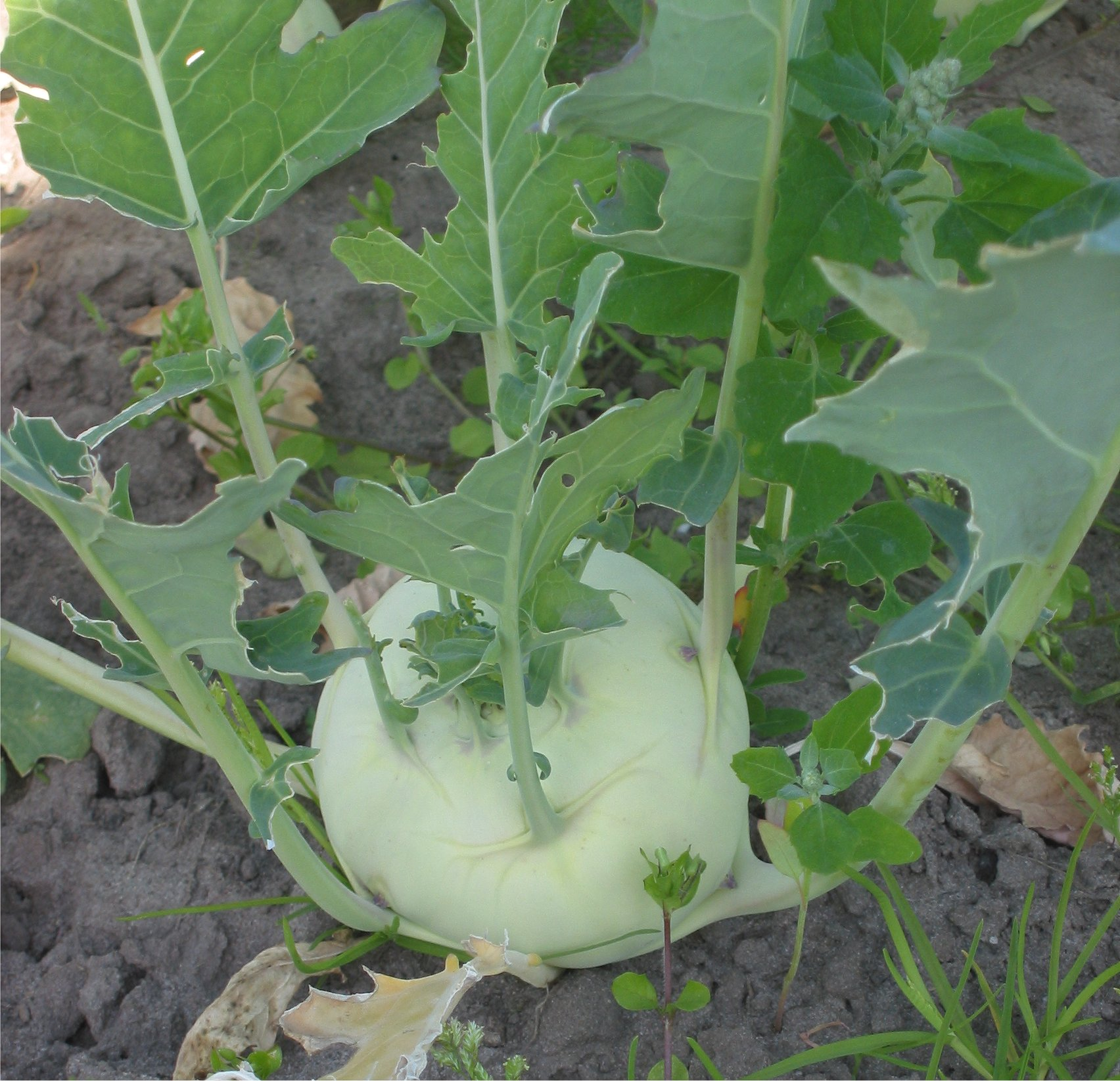
Karalábé

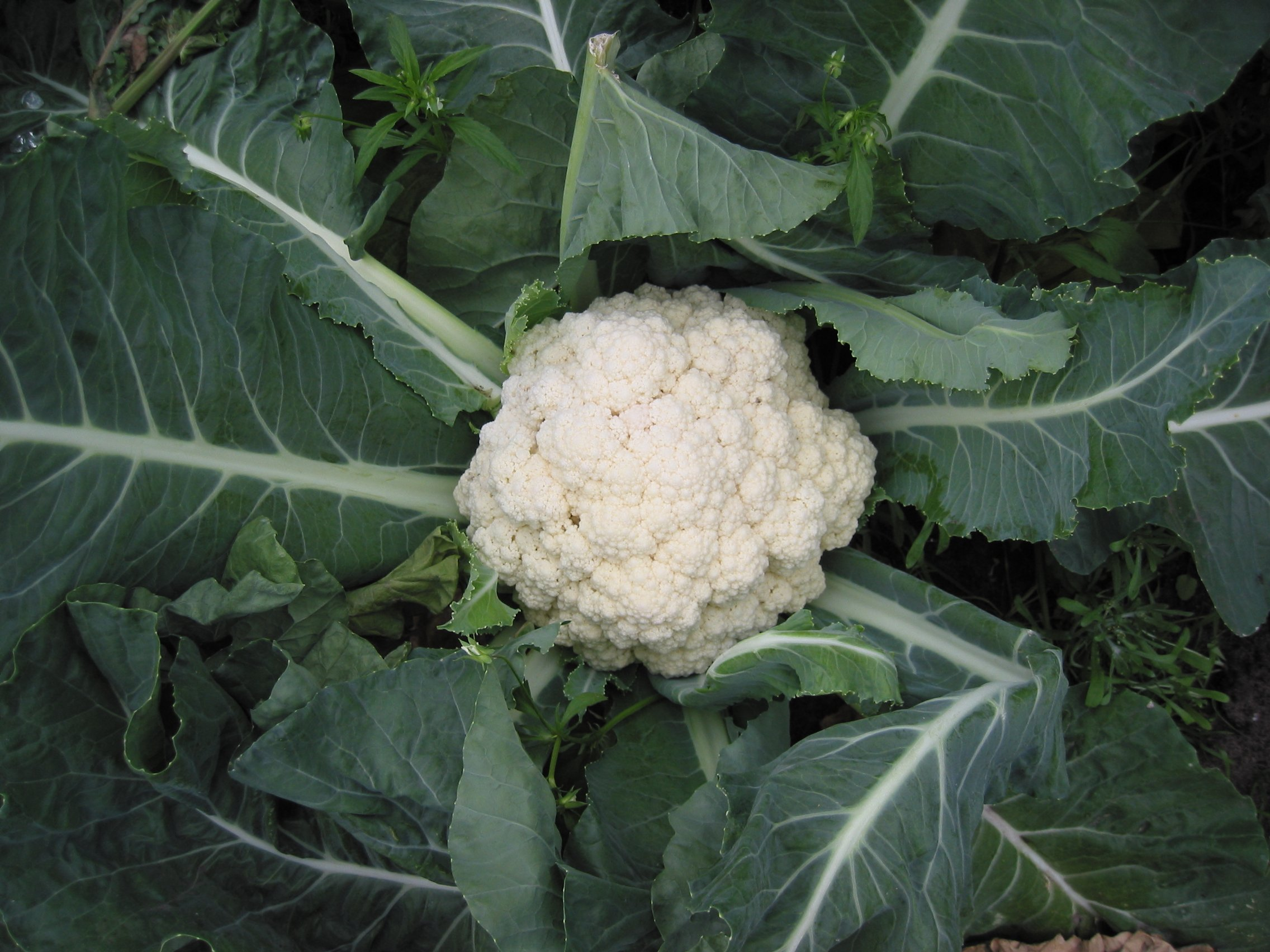
Virágzó karfiol

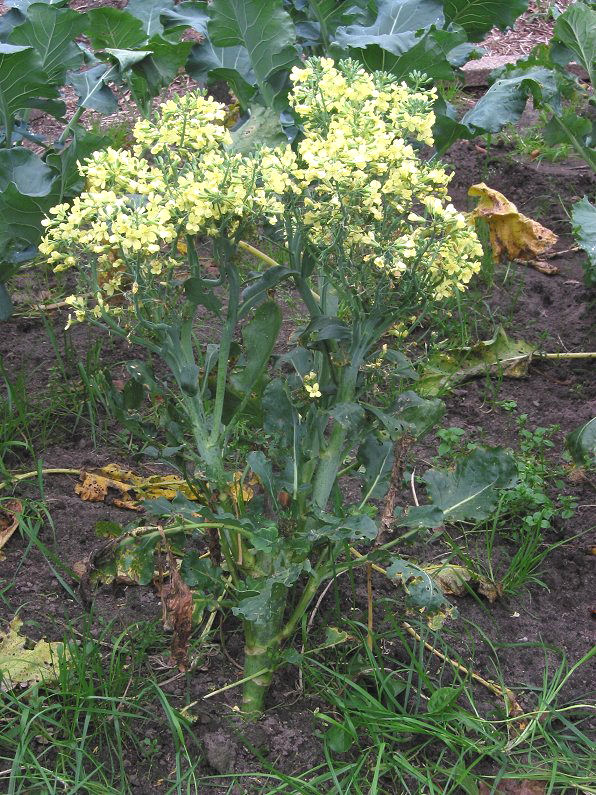
Virágzó brokkoli

Legfontosabb termesztett változatainak sokféle csoportosítása létezik, itt egy lehetséges verzió:
- B. oleracea convar. acephala – acephala-csoport
  - B. oleracea convar. acephala var. gongylodes – karalábé
  - B. oleracea convar. acephala var. medullosa – takarmánykáposzta
  - B. oleracea convar. acephala var. sabellica – fodros kel
- B. oleracea convar. botrytis – botrytis-csoport
  - B. oleracea convar. botrytis var. botrytis – karfiol
  - B. oleracea convar. botrytis var. italica – brokkoli
- B. oleracea convar. capitata – capitata-csoport
  - B. oleracea convar. capitata var. alba – fejes káposzta
  - B. oleracea convar. capitata var. rubra – vörös káposzta
  - B. oleracea convar. capitata var. sabauda – kelkáposzta
- B. oleracea convar. oleracea – oleracea-csoport
  - B. oleracea convar. oleracea var. gemmifera – bimbós kel

### Fejes káposzta
(Brassica oleracea convar capitata var. alba)

### Vörös káposzta
(Brassica oleracea convar capitata var. rubra)
Beltartalmi értéke megegyezik a fejes káposztáéval, színe miatt főleg saláták és savanyúságok készítésére, díszítésére használják.

### Kelkáposzta
(Brassica oleracea convar. capitata var. sabauda)
Lazán simuló levelei megnyúlt fejet formálnak. Gyökerei sekélyek, ezért jó víz- és tápanyag-ellátást kíván, bár a fejes káposztánál igénytelenebb. Kevesebb ételbe jó, mint a fejes káposzta, és nem is savanyítható, de fontos tápanyagokat tartalmaz: sok benne a fehérje, és az ásványi anyag, miközben C-, B1- és B2-vitamin-tartalma megközelíti a fejes káposztáét. Egész évben jól tárolható.

### Fodros kel
(Brassica oleracea convar. acephala var. sabellica)
A kelkáposzta fodros levelű változata, amit külföldön jobban kedvelnek. Elsősorban főzelékként készíthető, de rakott kelnek is jó. Dekoratív külleme miatt dísznövényként is termesztik.

### Takarmánykáposzta
(Brassica oleracea convar. acephala var. medullosa)

### Karalábé
(Brassica oleracea convar. acephala var. gongylodes)
Mintegy 30 cm magas, sokfelé termesztett növény. Húsosan, gumószerűen megvastagodott, a fehérestől az ibolyásig változó árnyalatú szárán tőlevelek nőnek. Sok C-vitamint tartalmaz, és különösen előnyös vonása, hogy nyersen is fogyasztható. Gyökerei sekélyek, ezért sok (a fejes káposztánál több) vizet és tápanyagot kíván.

### Bimbós kel
(Brassica oleracea convar. oleracea var. gemmifera)
Fontos házikerti díszzöldség: az oszlopszerű szárán növő „mini” káposztafejek mellett az ősszel különböző színt öltő levelei, másodéves, sárga virágú tövei és becőtermései is mutatósak. Magyarországon leginkább házikertekben ültetik, palántáról.
Bimbói sokféleképp elkészíthetők. Óriási levél- és szártömege kitűnő takarmány.

### Karfiol
(Brassica oleracea convar. botrytis var. botrytis)
Kifejletlen, elhúsosodott virágkezdeményeit („rózsáit”) fogyasztják. A hidegre érzékeny. Erős napsütés hatására rózsái bebarnulnak. Gyakran másodnövényként, június-júliusban vetik.

### Brokkoli
(Brassica oleracea convar. botrytis var. italica)
Hajtástengelye és virágzata megnyúlt, elágazó. Levelei keskenyek; a szélük fodros. A karfiol közeli rokona, de a meleget és a hideget is jobban tűri annál: enyhébb teleken a szabadban is áttelel. Zöld virágkezdeményeit akkor szedik le, amikor hajtásai 20–25 cm hosszúak, és a bimbók még nem nyíltak ki. Sok A-, C-, B1-, B2-vitamint és nikotinsavat tartalmaz.